# Аттенвиль
Аттенвиль (фр. Attainville) — муниципалитет во Франции, в регионе Иль-де-Франс, департамент Валь-д'Уаз. Население — 1 732 человека (1999).
Муниципалитет расположен на расстоянии около 22 км севернее Парижа, 21 км восточнее Сержи.

## Демография
Динамика населения (Cassini и INSEE):